# Basílica de Sant Vidal de Ravenna
La basílica de Sant Vidal de Ravenna (italià: basilica di San Vitale) és un dels temples més importants de l'art romà d'Orient. Igual que d'altres de la mateixa ciutat de Ravenna, es va reformar per desig exprés de l'emperador Justinià a partir de construccions anteriors a fi d'accelerar la integració dels territoris reconquerits a l'Imperi Romà d'Orient. L'obra es va finançar amb els diners del banquer Julià Argentari, de qui se'n sap poca cosa: era d'origen grec i també va patrocinar la construcció de la basílica de Sant Apol·linar in Classe. Va ser supervisada per l'arquebisbe de la ciutat, Maximià de Ravenna, qui la va consagrar l'any 547. Tots aquests personatges apareixen a la decoració musivària creada entre els anys 546 i 548, any de la mort de l'emperadriu Teodora. Aquests mosaics són un bon exemple de les arts figuratives romanes d'Orient i donen una idea de com podien ser les obres destruïdes durant la querella iconoclàstica dels segles vii i viii i la caiguda de Constantinoble en mans dels turcs: a Sant Vidal les obres s'han preservat, en primer lloc, perquè Ravenna es va posicionar en contra dels iconoclastes i, en segon lloc, perquè la ciutat ja no era romana d'Orient durant la invasió turca. Per aquestes raons, les imatges es van salvar d'ambdues catàstrofes artístiques.
L'any 1960 l'església de Sant Vidal va rebre el títol de basílica menor del papa Joan XXIII. Està inclosa, juntament amb altres monuments de Ravenna, a la Llista del Patrimoni de la Humanitat de la UNESCO des de l'any 1996.

## Context històric
L'emperador Justinià I (527-565) va ser el protagonista del període de màxima esplendor de l'Imperi Romà d'Orient, anomenat «primera edat d'or» (segle vi). Justinià va intentar reviure la glòria de l'antic Imperi Romà emprenent la reconquesta del Mediterrani: entre d'altres, recuperà Itàlia —que pertanyia als ostrogots—, on es trobava la ciutat de Ravenna, que al segle vi va esdevenir la segona capital de l'imperi i va estar governada per l'exarca. Amb jurisdicció nominal sobre la Itàlia meridional i Sicília, Justinià va reconquistar el Regne Vàndal al nord d'Àfrica; i els dominis d'Espània a la península Ibèrica als visigots. És normal, per tant, que a Ravenna es construïssin els més rics edificis romans d'Orient als territoris reconquerits, entre els quals es troben la basílica de Sant Apol·linar in Classe, la basílica de Sant Apol·linar el Nou i la basílica de Sant Vidal de Ravenna.

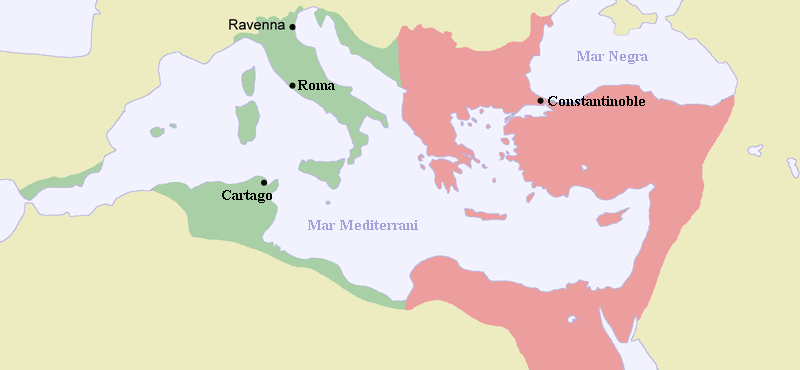
Imperi Romà d'Orient el 550 (reconquestes de Justinià I en verd)

Sota el regnat de Justinià es va desenvolupar una colossal activitat constructiva, emulant la dels grans emperadors romans del passat. L'art romà d'Orient va assolir la seva maduresa amb la unió d'elements grecs, llatins, orientals i cristians. Els principals trets dels temples romans d'Orient són els següents: planta central, voltes de pedra o maó, cúpules normalment recolzades sobre petxines, finestres geminades i, finalment, els principals murs coberts de mosaics i pintures al fresc amb gran riquesa de simbologia i de figures hieràtiques. L'escultura va tenir poc desenvolupament, encara que a l'interior dels edificis s'hi van esculpir capitells tallats de formes cúbiques o piramidals.

## Edifici
El temple va ser començat l'any 527 sota el patrocini de l'arquebisbe Eclesius (522-532), quan Ravenna encara pertanyia als ostrogots. Posteriorment a la seva mort es va fer càrrec de les obres el seu successor, el bisbe Víctor. Després de la reconquesta romana d'Orient, es va decidir que seria el temple oficial del governador de la regió occidental de l'imperi —l'anomenat Exarcat de Ravenna—, i va ser sota el mandat del bisbe Maximià quan es van finalitzar les obres, la decoració amb mosaics i la consagració de l'església (547).

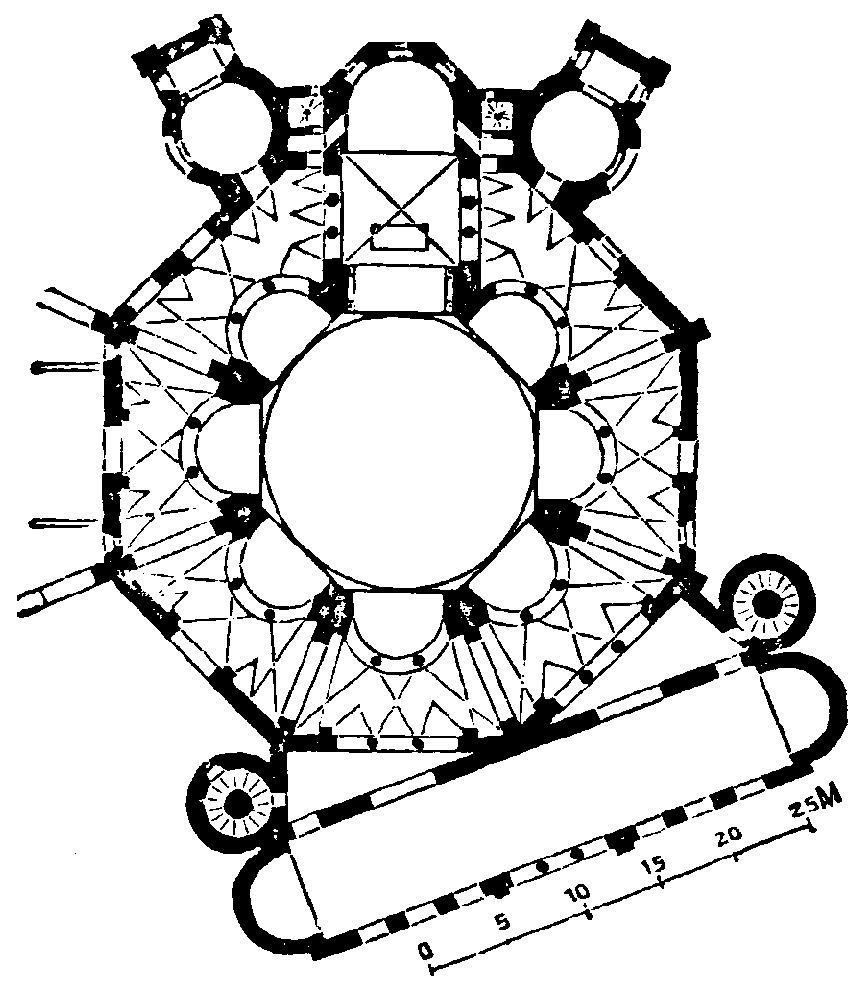
Planta de Sant Vidal de Ravenna.

L'església consagrada a Sant Vidal és la més rica de totes les que van erigir els romans d'Orient a Ravenna. Es va alçar per dotar aquesta gran ciutat d'un temple digne d'una ciutat que era la segona capital de l'imperi i que, per tant, tenia un fort contingut propagandístic. Es té notícia del cost exacte de l'edifici, ja que quedà inscrit en l'epitafi del seu donant, Iulianus Argentarius: 26.000 sòlids d'or.
Es desconeix el nom de l'arquitecte o arquitectes que van concebre el disseny, que és molt similar al de l'església dels sants Sergi i Bacus, a Constantinoble. Sant Vidal, però, està més allunyat de l'arquitectura paleocristiana, substituint la idea d'«espai-camí» de les primeres basíliques per la de «contemplació de l'àmbit celestial», amb un més gran caràcter ascencional gràcies a l'esvelt tambor que sosté la cúpula.
Al temple s'hi accedeix per un nàrtex descentrat que dona pas a una sala d'oració de planta central amb un doble anell octogonal format pel deambulatori, sobre el qual es disposa la tribuna sostinguda per pilastres que delimiten un oratori circular cobert per la citada cúpula semiesfèrica. Aquesta cúpula està envoltada d'exedres de dues ordres superposades amb miradors de triple arcada cap a l'altar major. El presbiteri de planta quadrada es troba al fons, amb un tram cobert per una volta d'aresta i un tancament final en volta de forn de quart d'esfera; a cada costat hi ha les dues estances pastofòries típiques de l'arquitectura romana d'Orient: al nord de l'absis la pròtesi (lloc destinat a preparar, consagrar i custodiar el pa i el vi) i, al sud, el diacònicon (recinte on es desen els objectes litúrgics).
La història de l'edifici, malgrat el seu excel·lent estat de conservació, és llarga i plena de contratemps, igual que passa amb qualsevol edificació antiga. En començar el segle x es va instal·lar al costat de la basílica una comunitat benedictina que va transformar l'atri del temple en claustre per al seu monestir. Després, els frares van obrir una porta d'estil romànic d'ingrés directe a l'església per als laics i, al segle xiii, van afegir un campanar que es va esfondrar durant el segle xvii a causa d'un terratrèmol, tot afectant la zona d'accés a la tribuna. Al segle xvi es van produir nombroses reformes: es va renovar el claustre, es va elevar el paviment uns 80 cm a la zona del presbiteri per evitar humitats i es va substituir la cúpula original, cosa que va implicar la destrucció d'una part dels mosaics. Al segle xix, quan els especialistes van començar a tenir consciència del valor de l'art dels primers cristians, es va intentar recuperar el suposat aspecte primitiu del temple amb accions molt agressives i discutibles: es van eliminar totes les estructures afegides a posteriori, inclosa la portada romànica i el mobiliari barroc, es va reobrir l'entrada original a través del claustre i es va tornar el terra a la seva alçada inicial, instal·lant-hi un sistema de drenatge.

### Funció
Tot l'edifici fou dissenyat respectant la majoria dels elements de la tradició eclesiàstica antiga, en la qual s'exigia la separació de sexes durant els actes de culte així com la possibilitat que hi assistissin altes jerarquies seguint un protocol estricte, reflectit simbòlicament als mosaics. Així doncs, el nàrtex té dues portes, una per als homes i una altra per a les dones; aquestes havien d'entrar per la nau de l'epístola (al sud) i, si estaven casades, havien d'assistir a l'eucaristia des de la tribuna o matroneu, situada en el pis superior, sobre el deambulatori. La tribuna disposa també de llotges que donen directament al presbiteri reservades a les altes jerarquies, teòricament formades per l'emperador i la seva esposa, encara que els representants van ser l'exarca o el governador (ja que mai no van arribar a conèixer el temple conclòs). D'altra banda, per als homes es reservava la part nord o costat de l'Evangeli, tot i que de fet ocupaven la planta principal. Encara que s'ha perdut, és de suposar que l'església va disposar d'un iconòstasi que separava i ocultava l'altar durant certes fases de la litúrgia, i també d'un templet o cimbori situat sobre el mateix iconòstasi.

### Construcció

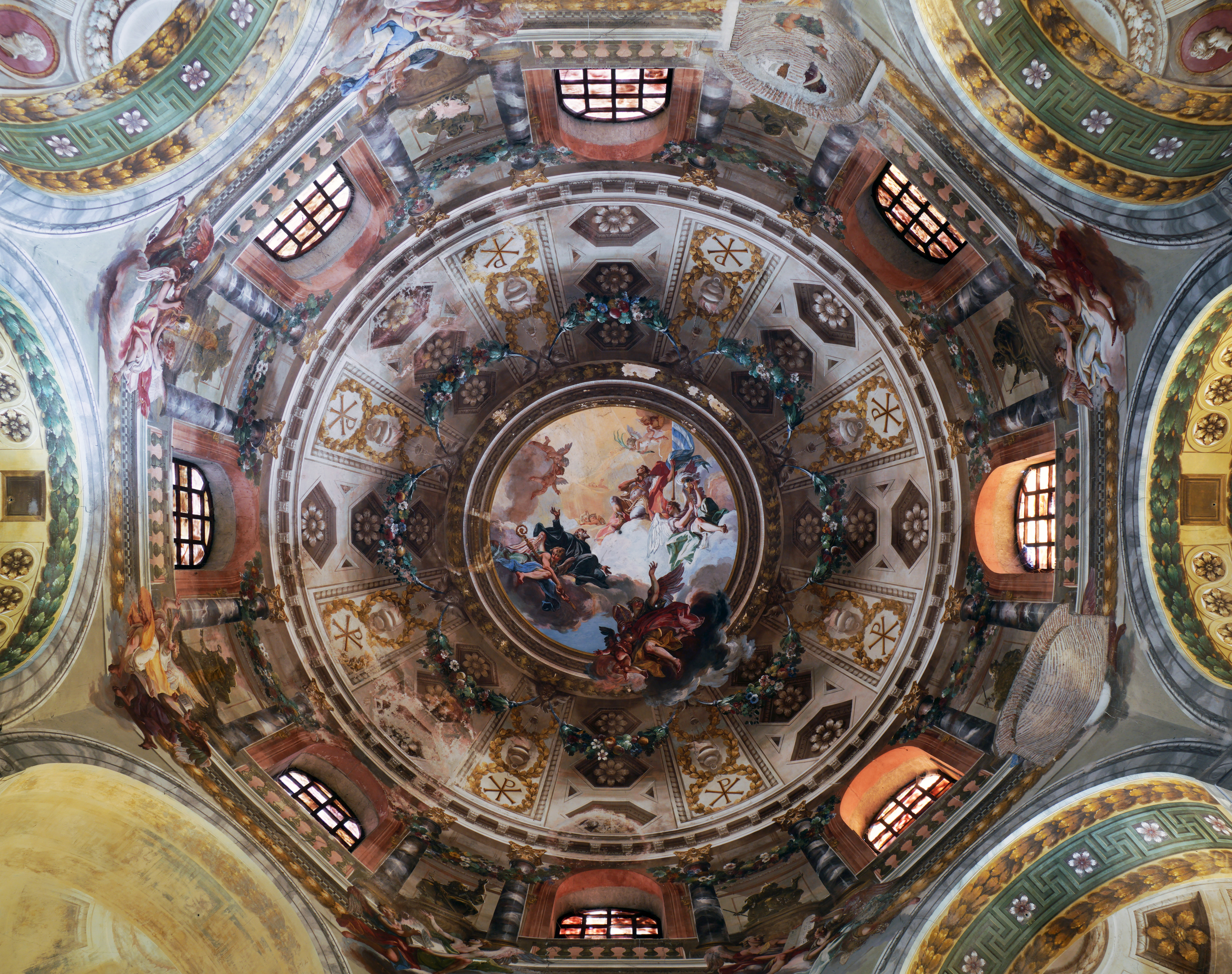
Cúpula central amb les pintures al fresc, del

Des de l'exterior, summament sobri i volumètric, s'aprecia que el temple fou construït amb materials lleugers, però resistents, amb paraments de maó massís units per morter que deixa a la vista unes línies força grosses. L'edifici està reforçat a les cantonades per grans arcbotants, a més de lesenes i arcs de descàrrega embotits en el mur. El cimbori que oculta la cúpula és octogonal i molt lleuger: està construït amb albellons concèntrics de terracota. En canvi, l'interior està ricament decorat amb marbres viats, ampits, columnes, capitells troncopiramidals finament tallats per mitjà d'un trepant (probablement importats dels tallers del Proconnesus, una illa del mar de Màrmara propera a Constantinoble), pintures al fresc i, sobretot, mosaics. L'efecte de l'interior és el d'un espai dilatat i immaterial, ple de contrasts de color i llum, la qual penetra generosament per les grans finestres del tambor.

### Decoració
Encara que la decoració de l'església està parcialment feta malbé, la part del presbiteri es conserva pràcticament en el seu estat original i és d'un valor inestimable, ja que es tracta de l'únic «edifici àulic romà d'Orient virtualment intacte» que dona una vaga idea de la riquesa del palau de l'emperador o d'altres grans edificacions oficials de Constantinoble actualment destruïdes. Els mosaics que decoren l'interior del temple són uns dels de més alta qualitat i més variats de l'art romà d'Orient (vegeu Mosaics).
La decoració de les imatges de la zona de la cúpula central fou feta a la fi del segle xvii o principi del xviii per encàrrec dels monjos benedictins a l'artista Serafino Barozzi, i van ser finalitzats per Jacopo Guaraná i Ubaldo Gandolfo, qui prèviament havia col·laborat amb Barozzi. El fresc és una pintura típica il·lusionista i a la cúpula mostra sant Vidal i sant Benet al cel.

## Mosaics

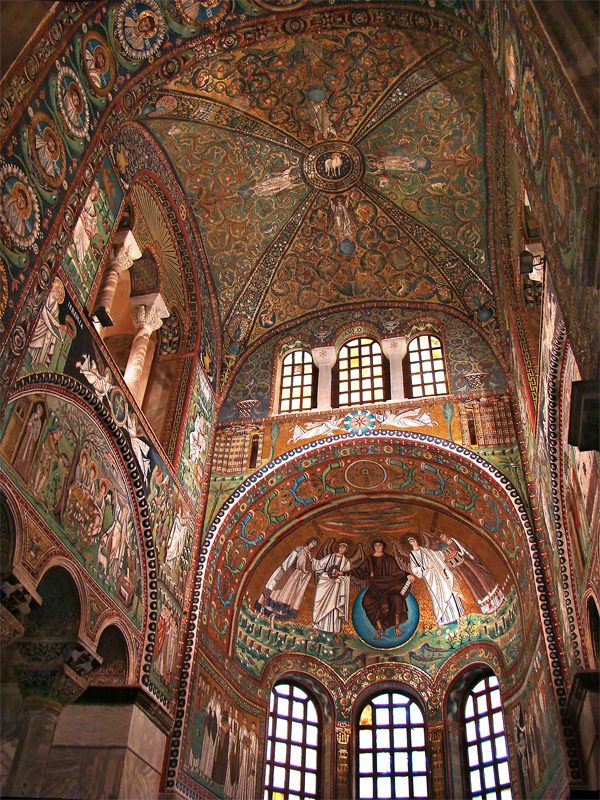
Aspecte general del presbiteri i l'absis de la basílica

La impressió aclaparadora de mosaics que dona el temple es deu principalment als seus colors. A diferència d'altres indrets que, sovint, han perdut la intensitat del color, a Sant Vidal els mosaics estan fets de pedres semiprecioses que conserven millor el seu colorit amb el pas del temps. La fulla d'or incrustada entre les dues capes de vidre d'algunes tessel·les era d'or autèntic i encara es pot apreciar la seva brillantor original.
Els mosaics es distribueixen pels murs i pel paviment del temple. Els del paviment mostren diversos motius ornamentals florals i són de tonalitats de color terra; gairebé a tot el temple es troben intactes, excepte a la part de la cúpula central, on van ser substituïts en tractar-se d'una zona molt transitada.
Els mosaics de Sant Vidal, d'autor desconegut, formen un gran conjunt centrat en el tema de «Déu salvant els homes per mitjà de l'eucaristia»; hi predominen les escenes d'ofrenes similars a la consagració, i els emperadors duen objectes relacionats amb aquest acte litúrgic (un calze i una patena). Tot i això, com succeeix a tota església romana d'Orient, l'ordre de les figures respon a un reflex de la cosmogonia cristiana oriental, amb llocs específicament reservats a les figures segons la seva jerarquia. L'art romà d'Orient és teològic, monàrquic i utilitari; encara que el teològic era el dominant, la relació entre l'humà i el diví va inspirar dues maneres de pensament estètic de l'art (l'oriental i la grega), que van esdevenir uns dels principis de la concepció de l'expressió artística de l'època.
Els llocs centrals i alts de les voltes i arcs es reserven a les figures associades a Déu o les seves personificacions. Al voltant s'hi troben àngels d'alt rang i, més a la vora de la Terra, els sants, com a intermediaris davant els homes. Tot plegat està guarnit amb rivets d'una decoració naturalista de tradició hel·lenística; totes les parets estaven literalment folrades de tessel·les de colors vius, aconseguint així un efecte de gran opulència i creant una atmosfera desmaterialitzada que camuflava l'estructura tot presentant un món ideal que elevava el creient a les altures.
A través de la contemplació de la magnificència i la bellesa artística, els fidels assumien el diví, i l'espai de l'església representava l'espai celeste:
| «                                         | Veritablement, l'església semblava el cel, adornat per tot arreu amb estrelles d'or; per ser més exactes, el cel està només adornat a intervals, mentre que aquí l'or, fluint des del centre en un copiós torrent, havia cobert tota la superfície sense interrupció. A tot al voltant s'hi havien alçat construccions vorejades de pòrtics per quatre o dues cares i tots els recintes, fins on l'ull podia arribar, eren adequats per a una cavalcada… | » |
| — Miquel Psel·los, Cronografia (segle xi) | |   |

### Presbiteri

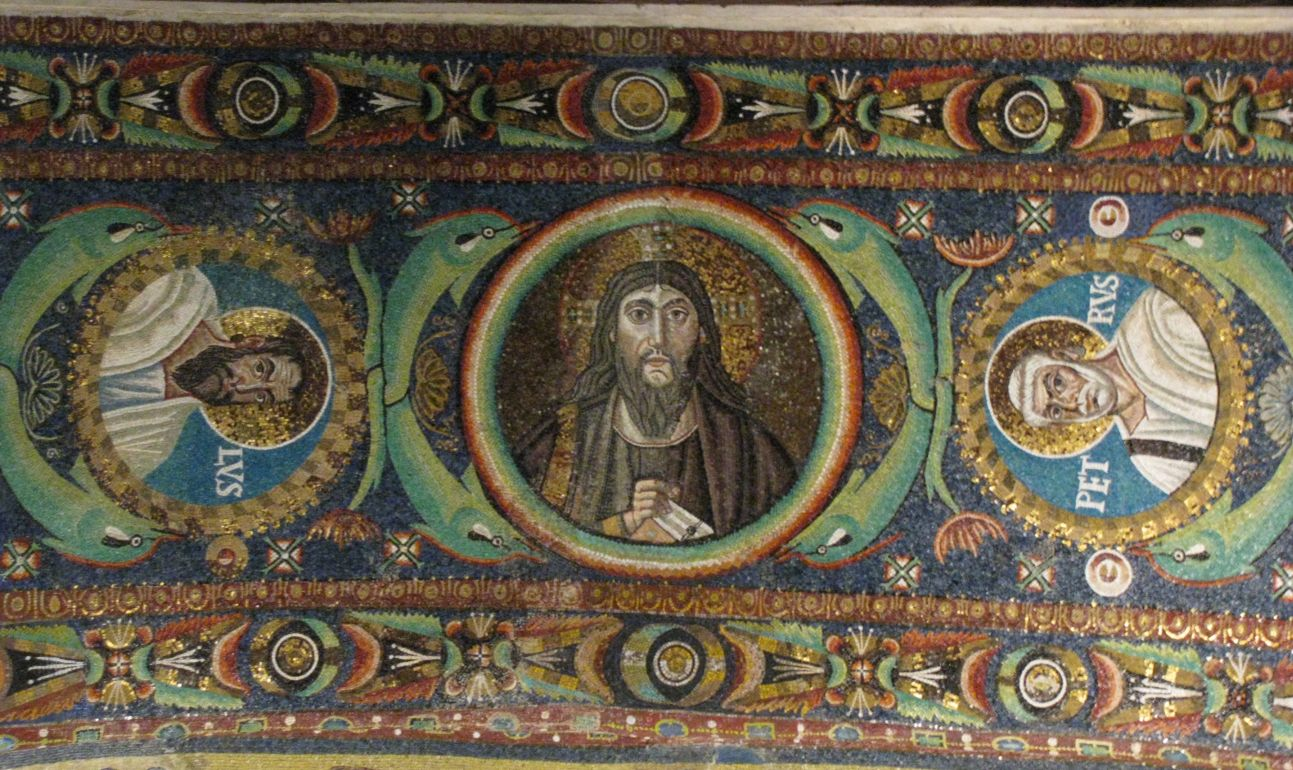
Crist entre sant Pau i sant Pere

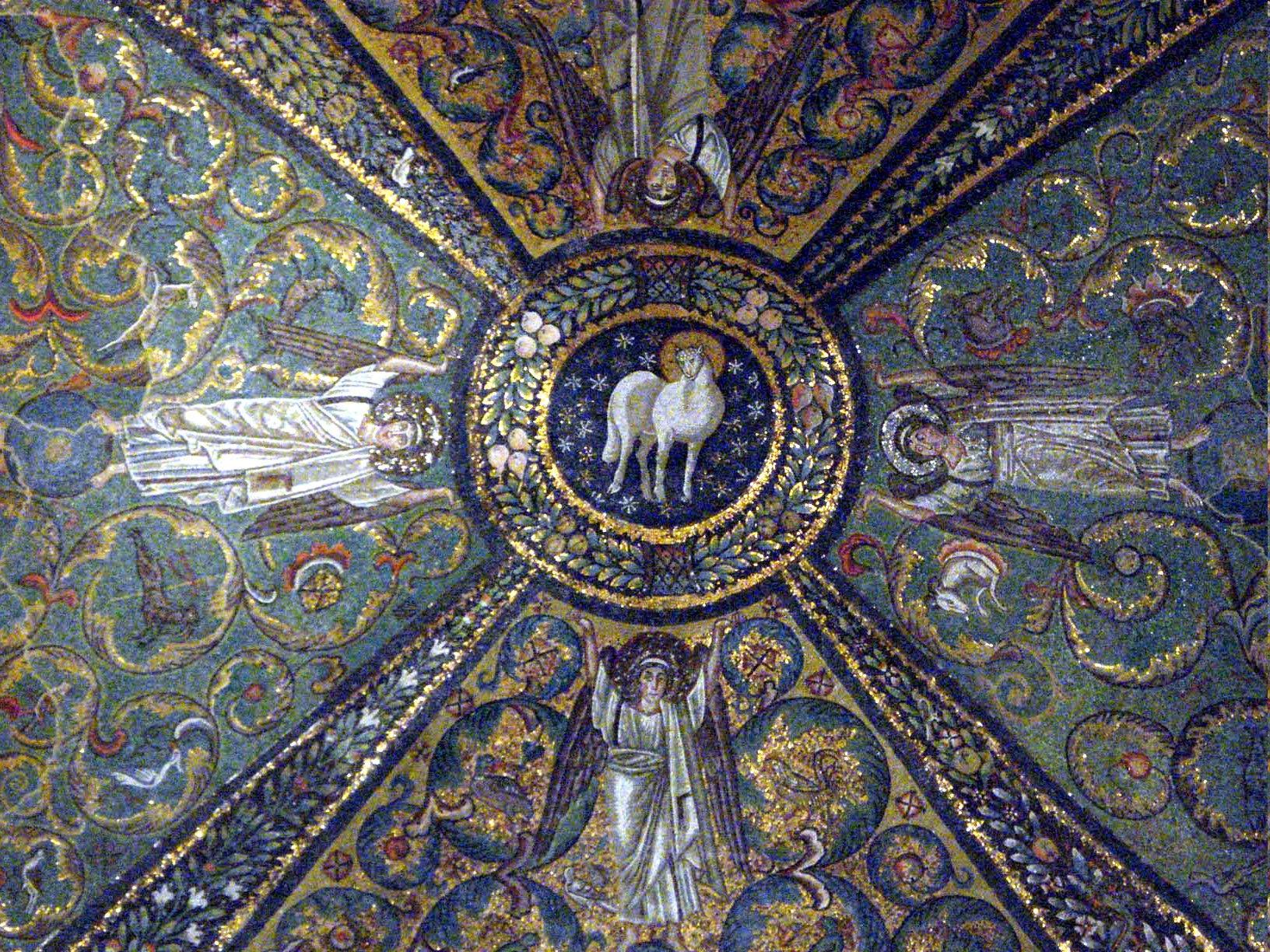
Volta amb el motiu central de l'Agnus Dei

A l'intradós de l'arc de triomf del presbiteri es desgrana un rosari de medallons amb el rostre de Crist a la clau de volta, acompanyat dels dotze apòstols i dels sants Gervasi i Protasi (set rostres a cada costat). Es troben separats per parells de dofins i representen, d'esquerra a dreta, sant Gervasi; els apòstols Judes, Mateu, Bartomeu, Joan Evangelista, Andreu, Pere, Crist; els apòstols Pau, Jaume el Major, Felip, Tomàs, Jaume el Menor, Simó; i, finalment sant Protasi. Tots els apòstols presenten les seves iconografies particulars.
A la part superior del mur esquerre hi ha dos àngels que duen un medalló amb una creu adornada amb joies. Sota la lluneta de l'arc es representen escenes del patriarca Abraham: la «visió de Mambré», amb els tres àngels sota un roure, possible representació de la Santíssima Trinitat; el «sacrifici d'Isaac», on es veu el xai que gira el cap vers Abraham mentre Isaac espera sobre l'altar del sacrifici i apareix entre els núvols la mà de Déu; i, finalment, al carcanyol de l'esquerra el profeta Jeremies i, a la dreta, Moisès rebent les taules de la llei.
Al mur de la dreta s'hi troben representats els sacrificis d'Abel i Melquisedec. Abel surt d'una cabanya de palla i ofereix al cel un petit anyell. L'altra escena mostra el Summe Sacerdot d'Israel Melquisedec a l'altar, amb la copa sacramental i els dos pans; es troba davant d'un temple. La mà de Déu surt d'entre els núvols per a rebre les ofrenes. Als carcanyols s'hi representa Moisès davant l'esbarzer ardent cuidant els ramats del seu sogre Jetró; a l'altre costat hi ha una representació d'Isaïes, i al centre de l'arc es repeteixen els àngels amb la creu i el medalló, igual que al mur esquerre.
La volta del presbiteri està dividida en quatre parts, i està totalment adornada amb garlandes, fulles de plantes, fruites, flors i ocells (entre ells paons, de clara simbologia cristiana). El motiu central és l'Agnus Dei emmarcat per una garlanda sostinguda per quatre àngels. A les parets entre els arcs de la galeria superior, als extrems al costat de l'absis i del presbiteri, s'hi troben els quatre evangelistes amb els seus símbols asseguts en roques, amb petites plantes, al costat d'una font del desert que comparteixen amb animals per beure.

### Absis

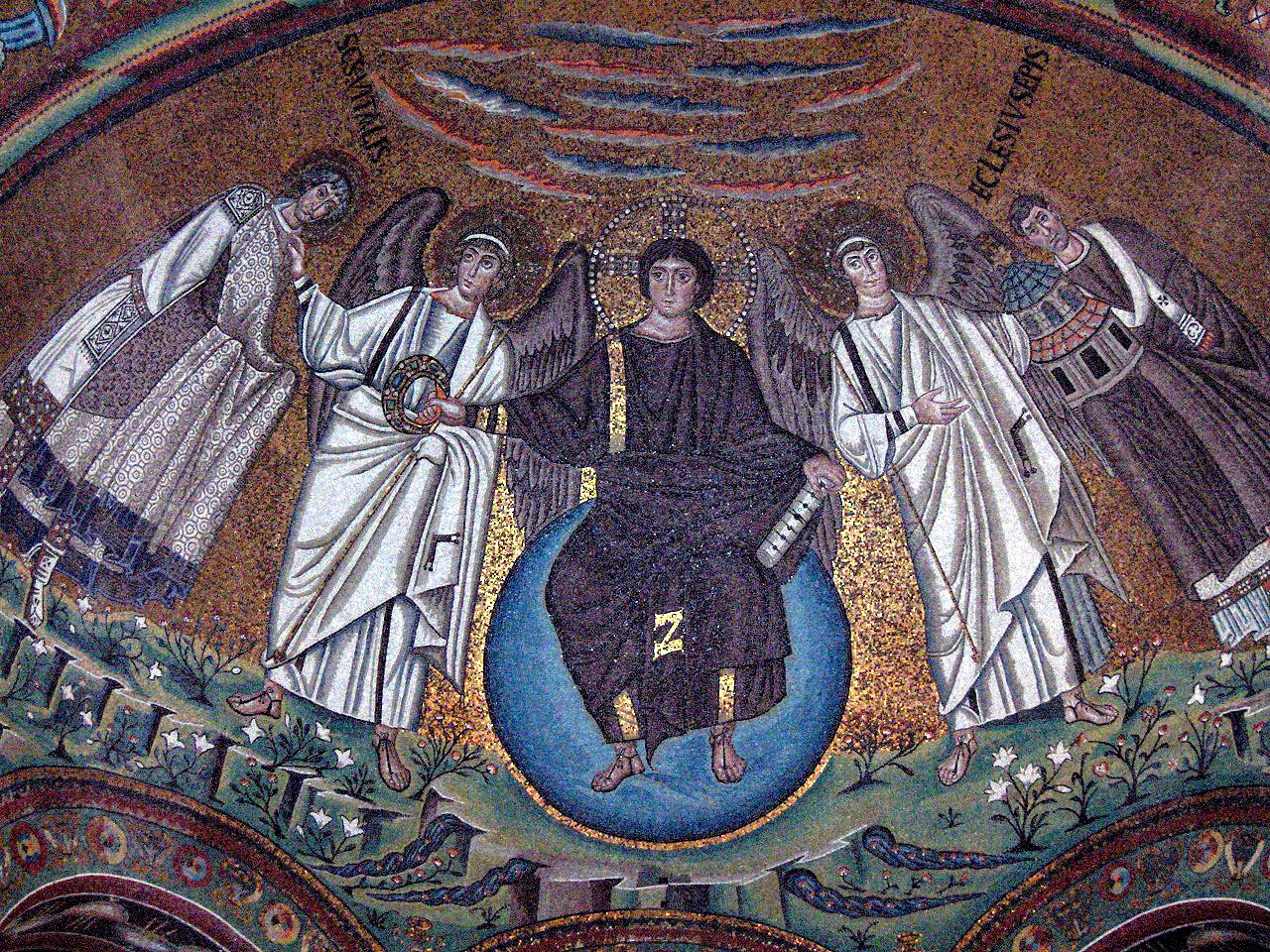
Absis amb el mosaic central

A la volta de l'absis hi ha una teofania que es pot considerar un precedent de la Maiestas Domini medieval; data de l'any 525 i representa a la part central un Crist molt jove i imberbe (aquesta representació de Crist encara correspon a la de les catacumbes) vestit amb una túnica de color porpra i una aurèola amb forma de creu. Es troba entronitzat sobre el globus terraqüi, i sobre seu hi ha uns núvols allargats. Subjecta a la mà dreta una corona de martiri i a la mà esquerra un pergamí de dons. Al seu costat dret, l'arcàngel Gabriel condueix Sant Vidal —amb vestit luxós i que sosté amb les seves mans la clàmide amb sanefes brodades— mentre aquesta està disposat a rebre la corona que Crist li ofereix. Al seu costat esquerre, d'altra banda, s'hi troba Sant Miquel Arcàngel amb el bisbe Eclesius, qui ofereix a Crist una maqueta del temple.

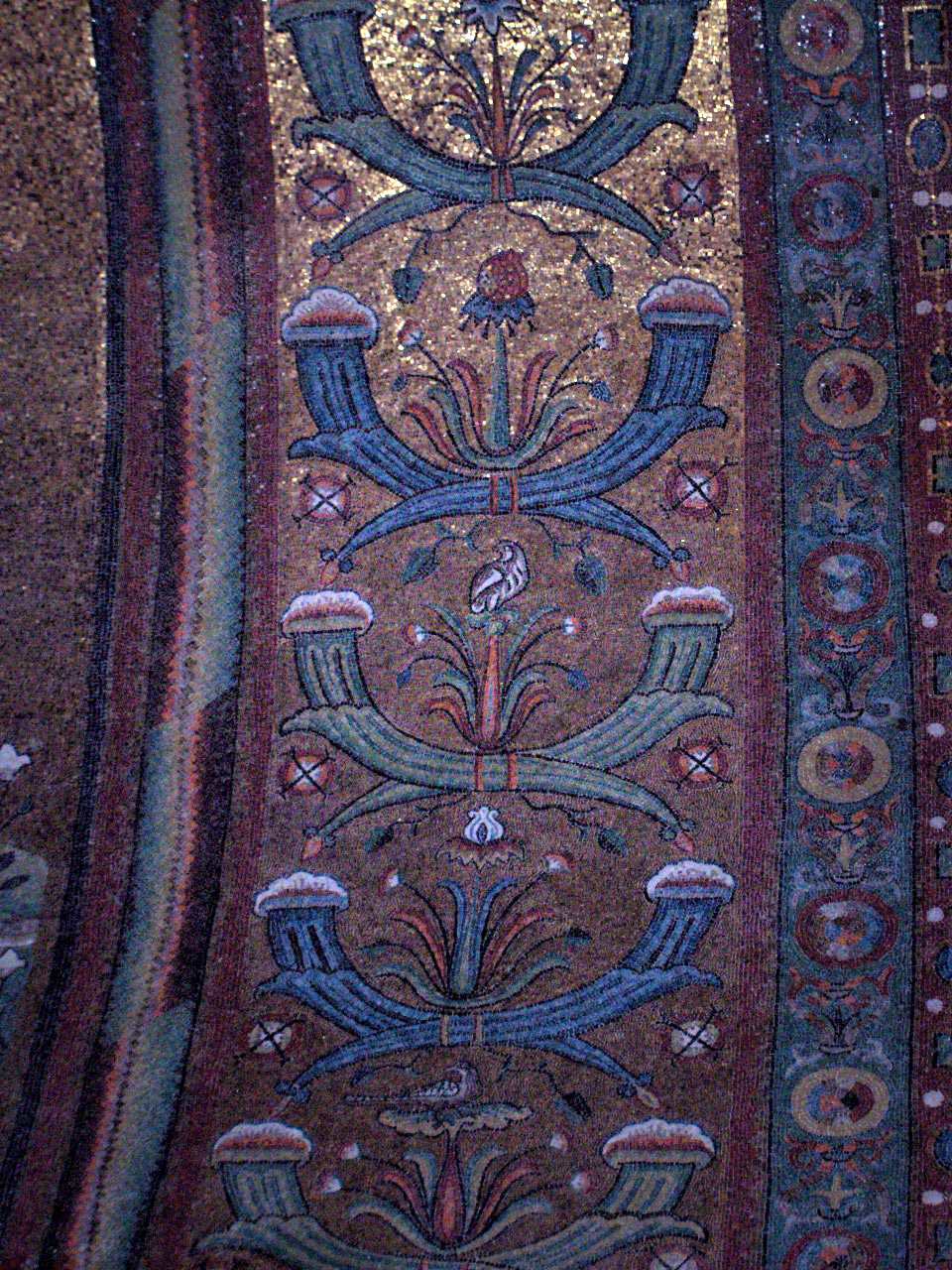
Corns de l'abundància

A la línia de la part inferior, sobre la qual reposen els arcàngels, el bisbe i el sant, s'hi representa la terra amb lliris, de la qual brollen els quatre rius del Paradís. Aquest detall simbolitza Jesús com a «font d'aigua de vida» segons l'Apocalipsi.［Ap 21:6］
Tota l'escena està emmarcada per una gran sanefa amb una decoració de mosaics que arriba fins a la vora de l'arc de l'absis, amb flors i ocells i set parells de corns de l'abundància. A la part superior hi ha les imatges d'unes àguiles imperials i, entre elles, el monograma de Jesucrist. Sobre el mur d'aquest arc hi ha representades les ciutats de Jerusalem i Betlem, que simbolitzen l'origen i destí de la raça humana (Jerusalem s'identifica amb els jueus i l'Antic Testament, mentre que Betlem representa els cristians i el Nou Testament). Al centre, dos àngels sostenen un medalló amb un disc solar en el seu interior.

### Mosaics de Justinià i Teodora i els seus seguicis
Els dos mosaics més famosos estan situats als costats de l'altar encarats entre ells: es tracta de l'emperador Justinià I i la seva esposa, l'emperadriu Teodora. Estan envoltats per personatges i compten amb l'opulència que requeria la seva situació religiosa i política. Els mosaics representen la presumpta cerimònia de consagració de l'església de Sant Vidal, que mai no va tenir lloc tal com està representada, ja que els emperadors mai van viatjar a la ciutat italiana; de fet, Teodora va morir aquell mateix any. Tots els personatges importants estan perfectament individualitzats i són recognoscibles pels seus retrats. A continuació es detallen els dos mosaics:
| Justinià i el seu seguici | Teodora i el seu seguici |
| --- | --- |
| D'esquerra a dreta: guàrdies, un funcionari, el general Belisari, Justinià, Julià Argentari (donant del temple), arquebisbe Maximià i dos eclesiàstics. | D'esquerra a dreta: dos dignataris, l'emperadriu Teodora, Antònia i Joana (possibles esposa i filla de Belisari) i un grup de cambreres. |
| Al costat de l'Evangeli: l'emperador Justinià porta com ofrena una gran patena d'or. Va precedit per dos alts dignataris eclesiàstics, un dels quals porta l'encenser i l'altre el missal, i per l'arquebisbe Maximià, que porta una creu. Totes les ofrenes apareixen ricament decorades amb pedres precioses i esmalts. Després de l'arquebisbe, en segon pla, es troba el banquer Julià Argentari (Iulianus Argentarius), que va finançar la construcció de l'església. Darrere l'emperador hi ha dos alts funcionaris de l'estat vestits amb toga: el primer seria el general Belisari, conqueridor de Ravenna. Tanca el seguici la guàrdia personal de l'emperador amb el crismó en els seus escuts. Tots es troben dempeus i dirigeixen la seva mirada a l'espectador. | Al costat de l'Epístola: l'emperadriu Teodora porta un calze d'or. Va precedida per dos dignataris de la cort, un dels quals obre una cortina que cobreix una porta que té una font d'aigua al davant. L'emperadriu es troba en el centre del quadre, sota un fornícula amb forma de petxina, coronada amb una diadema de pedres precioses i amb una clàmide de color de porpra bordada amb les figures dels tres Reis Mags. Està seguida per Antònia, esposa del general Belisari, i per la seva filla Joana. Tanquen el seguici les cambreres de Teodora. |

#### Trets estilístics
És innegable el parentiu d'aquests mosaics amb els relleus de l'Ara Pacis, sobretot pel que fa a la seva temàtica, però en el seu estil hi ha algunes diferències essencials: hi abunden els convencionalismes —com la isocefàlia, el hieratisme, la frontalitat i l'absència de perspectiva—, l'horror al buit, els gests repetitius dels personatges, l'absència de moviment —les figures estan petrificades, però se suggereix la direcció que segueixen amb la posició de les mans— o la idealització dels rostres.
- Detall del retrat de Justinià I
- Detall del retrat de Teodora

Els personatges estan retratats amb realisme i tenen molta força expressiva, però són hieràtics i distants. La seva mirada, fixa i penetrant, reflecteix el poder espiritual de l'emperador i els seus seguidors. Els seus peus, amb forma de ve baixa, floten en un fons neutre, indefinit, al·ludint al sobrenatural i a l'allunyament del terrenal. Tot indica que aquestes figures es troben més enllà de la simple humanitat.
Nombrosos símbols i atributs situen cada figura dins una jerarquia molt rígida. Els monarques són al centre i tenen les vestimentes més riques i les joies més luxoses; estan coronats —poder terrenal— i porten una aurèola de santedat —poder espiritual—, constituint un clar paradigma del cesarpapisme romà d'Orient (l'emperador posseeix una categoria moral superior, i l'església i l'estat són un sol en ell, que és rei/basileu —«bασιλεύς»— per mandat diví i majordom del mateix Déu, isapòstol —«ἰσαπόστολος»—). Això explica la representació del seu rostre juvenil quan, de fet, en aquella època ja era una persona gran. La resta dels personatges, els retrats dels quals són més fidels i se'n respecta l'edat, es disposen simètricament al voltant de Justinià i Teodora. Com més a prop d'ells estan més importants són i, a més a més, porten uniformes propis del seu rang: casulles per als eclesiàstics, togues subjectes amb fíbules per als funcionaris i armes per als soldats.
La perspectiva no existeix, i fou substituïda per un fons neutre, daurat i verd en el cas del mosaic de Justinià, i per un esquemàtic fons arquitectònic en el cas del de Teodora. Tampoc hi ha sensació de profunditat. L'artista es permeté unes certes llicències al mosaic de Teodora que no es troben al de Justinià, potser perquè el protocol del seguici femení no era tan rígid, o potser perquè són obres de diferents artistes: el color és més ric i variat, els brocats, les teles i les joies tenen més detalls, i existeix un fons arquitectònic amb cortines, fonts i una fornícula amb petxina situada sobre l'emperadriu.